# MECAR FRG-RFL-40BT 7.62 mm
FRG-RFL-40BT 7.62 mm – belgijski nasadkowy granat odłamkowy produkowany przez firmę MECAR SA.
Granat FRG-RFL-40BT 7.62 mm może być miotany przy pomocy dowolnego karabinu kalibru 7,62 mm NATO z urządzeniem wylotowym o średnicy 22 mm. Dzięki zastosowaniu pułapki pociskowej granat może być miotany przy pomocy naboju ostrego. Prędkość początkowa granatu jest równa 78 m/s. Zasięg maksymalny wynosi 350 m. W momencie wybuchu tworzy się około 300 odłamków.